# Gira La Luna Hueca
Gira La Luna Hueca es la quinta gira que realizó el músico argentino Skay Beilinson. Comenzó el 13 de septiembre de 2013 y terminó el 27 de agosto de 2016. Se realizó para presentar su disco La luna hueca. Los primeros shows de esta gira del año 2013 fueron solamente 9, pero durante 2014 recorrieron la Argentina y Uruguay, como lo harían en los años posteriores. Cabe destacar que estos dos países fueron los únicos que visitaron en esta gira. Estrenaron temas de su próximo disco, que se encontraba en proceso de grabación. Durante lo que quedaba de la gira siguieron dando conciertos en Argentina y el país vecino. Es en esta gira que dieron nuevos shows en el Teatro Vorterix como en su gira pasada, en la que presentaron su disco anterior. Luego de esta intensa y agitada gira, el Flaco lanzó su sexto disco que se llama El Engranaje de Cristal.

## Lanzamiento del disco y gira

### 2013
El 28 de agosto sale este quinto disco, que se llama La luna hueca. Este disco consta de 10 temas. Cuenta con  la participación de una orquesta de cuerdas en la canción número 7 que se llama La nube, el globo y el río. Según el mismo Skay Beilinson, este tema es uno de los más raros que grabó en su vida. Se caracteriza por ser la canción más oscura en cuanto a su forma de interpretarse. Quedó afuera de este disco el tema Mundo esdrújulo, estrenado los días 16 y 17 de noviembre de 2012. Su gira comienza con un doblete en La Trastienda Club de Montevideo los días 13 y 14 de septiembre. Los días 28 de septiembre, 5 y 12 de octubre da otros tres shows en el Teatro Vorterix, ya de regreso nuevamente en Argentina. El 18 de octubre toca en Puerto Rock y el 20 de octubre en Meet Dance Club. El 2 de noviembre vuelve a La Plata para tocar en el Estadio Atenas. Despide el año tocando con su banda el 7 de diciembre en el Auditorio Sur.

### 2014
Comienza un nuevo año tocando con su banda el 12 de enero en una nueva edición del Festival Medio y Medio. El 15 de febrero, ya de regreso a la Argentina, toca por segunda vez en el Centro Cultural Low de Sunchales. El 1 de marzo toca en la edición número 14 del Cosquín Rock. El 24 de mayo hace lo suyo en Mandarine Tent. El 12 de junio vuelve a Uruguay para tocar otra vez en Medio y Medio. Los días 20 de junio y 18 de julio da otros shows en el Auditorio Sur, nuevamente en Argentina de regreso. El 9 de agosto toca en el Club Brown, y el 22 de agosto en Super Club. El 5 de septiembre toca en la Plaza de la Música otra vez. El 12 y 13 de septiembre vuelve a Uruguay para tocar en el mismo lugar en donde se inició su gira. El 11 de octubre toca en el Estadio Polideportivo Islas Malvinas, otra vez de regreso en Argentina. El 24 de octubre hace lo suyo en el Club Centenario. El 15 de noviembre tocó otra vez con su banda en el Estadio Atenas, y así termina el año. En el concierto se cumplieron 12 años desde que dio inicio a su carrera solista.

### 2015
Inicia un nuevo año tocando el 11 de enero en una nueva edición del Festival Medio y Medio. El 7 de febrero toca en Superclub, otra vez de regreso en Argentina, y 10 días después toca en la edición 15 del Cosquín Rock. El 7 de marzo vuelve al Centro Cultural Low. El 9 de mayo vuelve a Scombrock. El 27 de junio vuelve otra vez al Microestadio Malvinas Argentinas. El 8 de julio vuelve a San Juan para tocar en la Sala del Sol. El 11 de julio toca en el Arena Maipú, y 14 días después toca por primera vez en el Auditorio Oeste. Los días 15 y 21 de agosto da otros dos nuevos shows en el Auditorio Sur. El 5 de septiembre vuelve otra vez a Uruguay para dar un concierto en la Sala del Museo. El 18 de septiembre vuelve a la Argentina para dar otro nuevo show en la Plaza de la Música. El 7 de noviembre toca en el Salón Rock Sur y finalmente el 5 de diciembre en Superclub y el 19 de diciembre en Scombrock.

### 2016
Inicia un nuevo año tocando el 9 de enero otra vez en el Centro Cultural Low. El 8 de febrero vuelve a Uruguay para presentarse en una nueva edición del Festival Medio y Medio. El 5 de marzo vuelve otra vez al Auditorio Sur. El 16 de abril tocó en el Microestadio UTN, cuando justo tocaba La Renga en el estadio Mario Alberto Kempes en su Pesados vestigios Tour. El 7 de mayo hace lo suyo en Krakovia, y el 14 de mayo toca en la Sociedad Rural de Junín, a 22 años del tercer concierto de su anterior banda en el estadio de Huracán. El 25 de junio vuelve a Scombrock, y los días 16 de julio y 27 de agosto da otros dos nuevos conciertos en el Salón Rock Sur, dando por terminada la gira.

## Conciertos
| Fecha                    | Ciudad                 | País      | Recinto                              |
| ------------------------ | ---------------------- | --------- | ------------------------------------ |
| América del Sur          |                        |           |                                      |
| 13 de septiembre de 2013 | Montevideo             | Uruguay   | La Trastienda Club                   |
| 14 de septiembre de 2013 | Montevideo             | Uruguay   | La Trastienda Club                   |
| 28 de septiembre de 2013 | Buenos Aires           | Argentina | Teatro Vorterix                      |
| 5 de octubre de 2013     | Buenos Aires           | Argentina | Teatro Vorterix                      |
| 12 de octubre de 2013    | Buenos Aires           | Argentina | Teatro Vorterix                      |
| 18 de octubre de 2013    | Bariloche              | Argentina | Puerto Rock                          |
| 20 de octubre de 2013    | Cipolletti             | Argentina | Meet Dance Club                      |
| 2 de noviembre de 2013   | La Plata               | Argentina | Estadio Atenas                       |
| 7 de diciembre de 2013   | Temperley              | Argentina | Auditorio Sur                        |
| 12 de enero de 2014      | Punta Ballena          | Uruguay   | Medio y Medio                        |
| 15 de febrero de 2014    | Sunchales              | Argentina | Centro Cultural Low                  |
| 1 de marzo de 2014       | Santa María de Punilla | Argentina | Aeródromo                            |
| 24 de mayo de 2014       | Buenos Aires           | Argentina | Mandarine Tent                       |
| 12 de junio de 2014      | Punta Ballena          | Uruguay   | Medio y Medio                        |
| 20 de junio de 2014      | Temperley              | Argentina | Auditorio Sur                        |
| 18 de julio de 2014      | Temperley              | Argentina | Auditorio Sur                        |
| 9 de agosto de 2014      | Rosario                | Argentina | Club Brown                           |
| 22 de agosto de 2014     | Quilmes                | Argentina | Super Club                           |
| 5 de septiembre de 2014  | Córdoba                | Argentina | Plaza de la Música                   |
| 12 de septiembre de 2014 | Montevideo             | Uruguay   | La Trastienda Club                   |
| 13 de septiembre de 2014 | Montevideo             | Uruguay   | La Trastienda Club                   |
| 11 de octubre de 2014    | Mar del Plata          | Argentina | Estadio Polideportivo Islas Malvinas |
| 24 de octubre de 2014    | Pergamino              | Argentina | Club Centenario                      |
| 15 de noviembre de 2014  | La Plata               | Argentina | Estadio Atenas                       |
| 11 de enero de 2015      | Punta Ballena          | Uruguay   | Medio y Medio                        |
| 7 de febrero de 2015     | Quilmes                | Argentina | Super Club                           |
| 17 de febrero de 2015    | Santa María de Punilla | Argentina | Aeródromo                            |
| 7 de marzo de 2015       | Sunchales              | Argentina | Centro Cultural Low                  |
| 9 de mayo de 2015        | José C. Paz            | Argentina | Scombrock                            |
| 27 de junio de 2015      | Buenos Aires           | Argentina | Microestadio Malvinas Argentinas     |
| 8 de julio de 2015       | San Juan               | Argentina | Sala del Sol                         |
| 11 de julio de 2015      | Mendoza                | Argentina | Arena Maipú                          |
| 25 de julio de 2015      | Haedo                  | Argentina | Auditorio Oeste                      |
| 15 de agosto de 2015     | Temperley              | Argentina | Auditorio Sur                        |
| 21 de agosto de 2015     | Temperley              | Argentina | Auditorio Sur                        |
| 5 de septiembre de 2015  | Montevideo             | Uruguay   | Sala del Museo                       |
| 18 de septiembre de 2015 | Córdoba                | Argentina | Plaza de la Música                   |
| 7 de noviembre de 2015   | Buenos Aires           | Argentina | Salón Rock Sur                       |
| 5 de diciembre de 2015   | Quilmes                | Argentina | Super Club                           |
| 19 de diciembre de 2015  | José C. Paz            | Argentina | Scombrock                            |
| 9 de enero de 2016       | Sunchales              | Argentina | Centro Cultural Low                  |
| 8 de febrero de 2016     | Punta Ballena          | Uruguay   | Medio y Medio                        |
| 5 de marzo de 2016       | Temperley              | Argentina | Auditorio Sur                        |
| 16 de abril de 2016      | General Pacheco        | Argentina | Microestadio UTN                     |
| 7 de mayo de 2016        | Córdoba                | Argentina | Krakovia                             |
| 14 de mayo de 2016       | Junín                  | Argentina | Sociedad Rural                       |
| 25 de junio de 2016      | José C. Paz            | Argentina | Scombrock                            |
| 16 de julio de 2016      | Buenos Aires           | Argentina | Salón Rock Sur                       |
| 27 de agosto de 2016     | Buenos Aires           | Argentina | Salón Rock Sur                       |

## Países visitados
- Argentina
- Uruguay

## Formación durante la gira
- Skay Beilinson - Voz y guitarra eléctrica (2002-Actualidad)
- Oscar Reyna - Guitarra eléctrica secundaria (2002-2018)
- Claudio Quartero - Bajo (2002-Actualidad)
- Javier Lecumberry - Teclados (2002-2021)
- Topo Espíndola - Batería (2005-2018)